# Naturschutzgebiet Stecknitz-Delvenau
Das Naturschutzgebiet Stecknitz-Delvenau ist ein 261 Hektar umfassendes Naturschutzgebiet in Mecklenburg-Vorpommern, das sich als schmales, neun Kilometer langes Band von Nord nach Süd östlich von Lauenburg erstreckt. Die Unterschutzstellung erfolgte am 1. Oktober 1990 mit dem Ziel, den mäandrierenden Niederungsbach – die Delvenau, seit der Verbindung mit der weiter nördlich gelegenen Stecknitz durch den Stecknitzkanal ebenfalls oft Stecknitz genannt – mit angrenzenden Feuchtwiesen zu erhalten. Das Naturschutzgebiet ist nach der FFH-Richtlinie als Natura-2000-Gebiet eingetragen und befindet sich vollständig im 610 ha großen Landschaftsschutzgebiet "Stecknitz/Delvenau-Niederung" im Landkreis Ludwigslust-Parchim. Es grenzt direkt an das Naturschutzgebiet "Stecknitz-Delvenau-Niederung", welches die Wiesen westlich des Baches umfasst und zum Kreis Herzogtum Lauenburg gehört.
Der aktuelle Gebietszustand wird als befriedigend angesehen, da die Flächen weiterhin entwässert werden.

## Grünes Band
Das Naturschutzgebiet ist aufgrund der für mehrere Jahrzehnte abgeschiedenen Lage an der innerdeutschen Grenze heute Teil des sogenannten Grünen Bandes. Die Naturschutzgebiete im Bereich des Grünen Bandes in Mecklenburg-Vorpommern sind (von Nord nach Süd) im Biosphärenreservat Schaalsee die NSG Wakenitzniederung, Kammerbruch, Campower Steilufer, Kiekbuschwiesen bei Neuhof, Mechower See, Goldensee, Techin  weiterhin die NSG Wallmoor,  Pipermoor/Mühlbachtal, Stecknitz-Delvenau sowie im Naturpark Mecklenburgisches Elbetal die NSG Elbhang "Vierwald", Elbdeichvorland, Rüterberg, Binnendünen bei Klein Schmölen und Löcknitztal-Altlauf.